# Дворики (Ульяновская область)
Дво́рики — деревня в Ульяновском районе Ульяновской области.

## История
Небольшая деревня «Дворики» (10 дворов, с населением в 33 муж. и 34 жен.), образовалась в 1878 году и состояло исключительно из помещиков-крестьян, проживающих на собственной, покупной земле; население её не составляет отдельнаго крестьянскаго общества. Первоначально сюда переселились четыре домохозяина из соседней деревни Комаровки (почему и деревня эта имеет ещё другое название — «Комаровский выселок»): Христофор и Никифор Евдокимовы, Василий и Спиридон Прохоровы, на купленную ими здесь землю. Впоследствии к ним присоединились: из с. Ундор крестьянин Меркул Ларионов Сиротов и из д. Волковки однодворец Василий Митрофанов Харитонов. Евдокимовы купили здесь 22 десятины, в 1878 году, у крестьянина Арефья Парфенова Кириллова и 13 десятин, в 1886 году, у дворянки Евдокии Федоровны Степановой.
Прохоровы приобрели 56 дес. 100 саж. ещё в 1868 году как было упомянуто выше, у Комаровского помещика кол. рег. Петра Федоровича Лаптева. Сиротову продал 63 десятины крестьянин Иван Арефьевич Кириллов в 1889 году и из них 35 дес. 65 саж. у Сиротова купили, в 1892 году, крестьяне Логин Степанов Мартазаев и Аверьян Трофимов Трофимов. Харитонов купил, в 1886 году, 48 дес. 1480 саж. у крестьянина Тимофея Фирсова Фирсова. Кроме сего, в одной версте от д. Двориков, на хуторе, живёт крестьянин Степан Солуянов, купивший здесь, в 1881 году, у крестьян Федора Евсеева и Афанасия Дмитриева Боровковых 103 дес. 1165 саж.; а Боровковы приобрели эту землю, в 1877 году, у кол. асс. Николая Александровича Денисова, получившаго её, в 1854 году, после родителей, стат. сов. Александра Минеевича и Анны Петровны Денисовых; тогда этот участок земли числился при селе Телешовке, отстоящей от него на десять верст.

## Население
- На 1878 год в деревне 10 дворов, с населением в 33 муж. и 34 жен.

- В 2010 году - 36 человек.

## Достопримечательности
- Памятник участникам Великой Отечественной войны (2005 г.)[3]